# Liu Shilan
Detta är ett kinesiskt namn. Liu är släktnamnet (efternamnet).
Liu Shalin (刘适兰; Liú Shìlán), född 24 januari 1962, är den kinesiska schackspelare som vunnit det kinesiska mästerskapet för damer flest gånger. Liu deltog vid det första kinesiska mästerskapet som anordnades för damer 1979. Hon erhöll sju mästerskapstitlar under åren 1979-1986, en segersvit som endast bröts när Zhao Lan vann titeln 1982.
Liu tilldelades 1982 titeln kvinnlig stormästare (WGM).

## Schackkarriär
1982 kom Liu Shalin på tredje plats i Interzonturneringen i Tbilisi med poängen 9/14, efter rumänskan Margareta Mureșan och rysk-amerikanskan Irina Levitina, men en hel poäng före spanjorskan Nieves García Vicente på fjärde plats. Hon kvalificerade sig därmed som en av de sex spelare som fick göra upp i kandidatturningen om att utmana världsmästarinnan Maia Tjiburdanidze. Shalin förlorade emellertid redan i sin kvartsfinal, mot Nana Ioseliani, med 3-6 i poäng .
Liu Shalin tävlade i två Interzonturneringar till, men kom aldrig i närheten av en världsmästarmatch igen. Vid Interzonturneringen 1985 i Zeleznovodsk slutade hon på 14:e plats med 4½/15 och 1987 i Tuzla slutade hon på 10:e plats med poängen 8½/17.
Liu Shilan spelade på bord 1 i Schackolympiaden för damer för det kinesiska laget fem turneringar i rad, 1980, 1982, 1984, 1986 och 1988. Laget slutade på sjätteplats 1980, på femteplats 1982 och 1984, och på fjärdeplats 1986 och 1988. Sin bästa schackolympiad gjorde hon 1986, när hon fick nådde resultatet 78,6 procent efter 9 vinster, 4 remier och 1 förlust. Hon erövrade då individuellt silver och brons. Olympiaden efter gjorde Liu Shilan sitt sämsta resultat, med en vinstprocent på endast 38,5 efter 3 vinster, 4 remier och 6 förluster. Efter detta återkom hon inte i det kinesiska laget. Hennes totala resultat på 68 partier blev +25, =27, -16.